# Strach (film, 2013)
Strach je krátkometrážní český film režiséra Martina Krejčího z roku 2013. Děj je inspirován skutečnou událostí z jara 2012, kdy si patnáctiletý chlapec z Břeclavi vymyslel, že mu skupina Romů způsobila těžká zranění.

## Uvedení na festivalech a v kinech
Film měl premiéru na festivalu v Karlových Varech, pak byl uveden i na Letní filmové škole v Uherském Hradišti. V září 2013 pod jménem Little Secret zvítězil v jedné z hlavních kategorií na festivalu LA Shorts Fest, díky čemuž je automaticky v širší nominaci na Oscara.
Na říjen 2013 je naplánováno uvedení na festivalu ve Varšavě, poté v pražských kinech Aero, Světozor, Bio Oko a brněnské Scale, kde bude promítán jako předfilm.

## Obsazení
| Adam Mišík      | Tomáš |
| Jenovéfa Boková | Šárka |
| Klára Cibulková | matka |